# East European Journal of Physics
«East European Journal of Physics» («Східноєвропейський фізичний журнал») — український науковий рецензований журнал категорії «В», присвячений фундаментальним та прикладним дослідження у сучасних напрямках фізики:
- фізика плазми
- ядерна фізика
- фізика космічних променів
- фізика елементарних частинок
- фізика високих енергій
- фізика твердого тіла
- плазмова електроніка
- фізика тонких плівок і покриттів
- медична фізика
- фізичні технології

Журнал створено 2014 року на основі журналу «Вісник Харківського національного університету» (серія: фізична «Ядра, частинки, поля»). Журнал є фаховим виданням з фізико-математичних та технічних наук. Друкується щоквартально, 4 рази на рік.
Редколегія знаходиться в будівлі фізико-технічного факультету Харківського національного університету. Головним редактором є академік НАН України М. О. Азарєнков, заступником — член-кореспондент НАН України І. О. Гірка.
Журнал індексується Google Scholar, Національною бібліотекою України, Directory of Open Access Journals, Ulrich's Periodicals Directory, WorldCat, включений до Emerging Sources Citation Index.